# Мула Хади Сабзевари
Мула Хади Сабзевари је рођен 1797. године у Сабзевару, у Ирану. Он је имао средишњу улогу у прецизном и обухватном тумачењу и едукативној институционализацији трансцендентне филозофије. Постоје одређене несугласице између историчара по питању тачног датума његове смрти, углавном се сматра да је Сабзевари преминуо 1873. године у Сабзевару.

## Биографија
Сабзевари је рођен у Сабзевару, када му је било десет година, заједно са својим учитељем Мула Хусеином Сабзеваријем, упутио се ка Мешхеду, где се задржао око десет година како би изучавао прелминарне и традиционалне књижевне, методолошке и јуристичке науке. По завршетку тих студија, 1817. године, кренуо је ка Исфахану, у нади да усаврши своје студије на пољу исламске филозофије и рационалних наука. Најпре је присуствовао предавањима Мула Исмаила Исфаханија (умро 1855). Међутим, нешто касније постаје један од најбољих студената чувеног Мула Алија Нурија. У периоду студирања пред овим истакнутим коментаторима Мула Садрине филозофије, млади Сабзевари продире у сиштинске дубине трансцендентне филозофије. По завршетку својих студија, године 1829, он је кренуо ка Машхаду, где је у школи Хаџ Хасан десетак година предавао разна дела из трансцендентне филозофије. Иако је политичко-друштвено стање у његово доба, због успостављања стабилне централне власти од стране Каџарида, било стабилније у односу на раздобље које је уследило након инвазије султана Махмуда Афгана Хотакија и свргнућа сафавидске династије с власти, ипак не треба превидети ни чињеницу да су у оновременом Машхаду јуристичке и такозване традиционалне науке (ал-'улум ан-наклијја) биле много доминантније у односу на филозофију и рационалне науке. Стога, Сабзевари је проценио да његов научни рад у родном Сабзевару може бити од веће користи. Из тог разлога, 1839. године он се враћа у свој завичај које је активно трајао скоро 40 година.

## Учење
Процес укључења трансцендентне филозофије у образовни систем које је отпочео трудом Мула Алија Нурија у Исфахану и наставио се досељењем Мула Абдулаха Зонузија у каџаридску престоницу Техран, достигао је зенит у светлу славе коју је стекао Мула Хади Сабзевари у источним пределима ондашњег исламског света. Наравно, ту не треба заборавити ни државну подршку том процесу која је уследила када се овој школи значајно приклонио велики број студената из разних предела каџаридске династије и осталих исламских подручја и градова. То потврђује историјски податак да је Фатхалијев унук Насирудин-шах (владао: 1848-1896) јавно се изјашњавао да у свом животу није срео већег научника од Мула Хадија Сабзеварија. Такође, приликом своје посете Машхаду и маузолеју осмог шиитског предводника (имама) Алија Риде, Насирудин-шах је 1858. године, у оквиру својих званичних сусрета отишао код Сабзеварија и посетио школу трансцендентне филозофије коју је он оформио у Сабзевару.
Неки од универзалних и фундаменталних преокрета које је у овој филозофској традицији реализовао Мула Хади Сабзевари су:
- Демонстративно је приказао неке логичке резултате и импликације Мула Садриних епистемолошких, онтолошких, космолошких, антрополошких и есхатолошких доктрина, који су од посебног значаја за разрешење многих филозофских питања.
- Представио је нове утемељене филозофске демонстрације и прецизне рационалне анализе у вези са одређеним филозофским решењима која су била установљена у овој школи.
- Понудио је едукациони систематизовани поглед на разне теме трансцендентне филозофије из Мула Садриног дела. Другим речима, Сабзевари је покушао да у методолошком смислу дефинише јасан систем који је био најприхватљивији за суштинско представљање те грандиозне филозофске школе.[1]

## Дела
Сабзевари је за собом оставио многа драгоцена дела. Поред својих значајних коментара на неке делове филозофског опуса Мула Садре Ширазија, Сабзевари је исписао и бројне засебне књиге, трактате и посланице. С тим у вези, треба обратити посебну пажњу на његово дело Гурар ал-фаваид које је познато под називом Шарх ал-Манзума. Сабзевари је у том делу детаљно разјаснио и образложио свој сажети филозофски спев по имену Манзума. При писању тог дела он је посебну пажњу усредсредио на његову едукациону вредност и, због тога, ово дело се све до данас убраја у групу основних уџбеника из трансцендентне филозофије. Овде, наравно, не треба предвидети ни значај Сабзеваријевих филозофских коментара на неке од гностичких молитви које се преносе од веровесника ислама и верских првака. Наравно, когнитивни капацитети транцендентне филозофије њему су омогућили да те коментаре испише потпуно систематизованом методом. Дакле, иако је традиција писања коментара на такву врсту религијске литературе постојала и код ранијих исламских филозофа, а нарочито код Мула Садре Ширазија, ипак треба указати на то да је Сабзевари својим коментарима знатно допринео методолошкој утемељености те традиције.